# Örsås kyrka
Örsås kyrka är en kyrkobyggnad i Örsås i södra delen av Svenljunga kommun. Den tillhör sedan 2006 Svenljungabygdens församling (tidigare Örsås församling) i Göteborgs stift.

## Historia
Det har funnits kyrka i Örsås sedan 1400-talet. Därom vittnar en altaruppsats, som har daterats till den tiden. Den gamla kyrkan, som saknade torn, byggdes till 1818. Beslut om en ny kyrka fattades 1849, men strid om dess placering försenade bygget. Miljön är präglad av en ålderdomlig bebyggelse och fornlämningar. Öster om kyrkan ligger stomhemmanet, som idag är hembygdsgård, och längre bort prästgård och skolbyggnader från 1880-talet. 

## Kyrkobyggnaden
Nuvarande kyrka uppfördes 1857-1858 på den gamla kyrkplatsen under ledning av byggmästarna Peter Petterson och Andreas Persson från Sandhults socken. Den invigdes 1860.
Stenkyrkan är uppförd i nyklassicistisk stil och består av rektangulärt långhus, som har ett halvrunt kor i öster med en vidbyggd sakristia och kyrktorn i väster. Det finns en ingång vid tornets västra sida och dessutom på långhusets norra och södra sidor. Torntaket har en vitmålad åttasidig lanternin som kröns av ett förgyllt kors på kula. Lanterninen är ovanlig med sin åttasidiga, relativt smala, höga form. Långhusets sadeltak är klätt med betongpannor, medan övriga tak har kopparplåtsbeklädnad.
Större delen av intertiören är bevarad från byggnadstiden. I koret finns bemålade fönster tillverkade 1931-1932 av Stockholms glasmåleri efter ritningar av Boråskonstnären John Hedæus.

## Inventarier

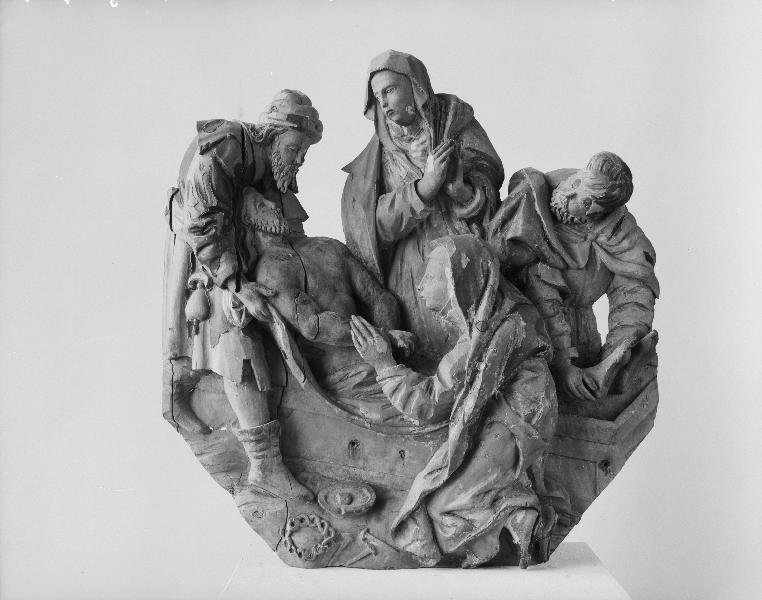
Träskulptur med Kristi gravläggning.

- Predikstolen är tillverkad omkring 1858 av Johannes Andersson i Mjöbäck.
- Altaruppsatsen är troligen tillverkad av Johannes Andersson i Mjöbäck.
- Altartavlan är målad 1932 av John Hedæus och insatt samtidigt som korfönstren av samme konstnär.
- Vid korets södra sida står en sexsidig vitmålad dopfunt av trä.
- Nattvardskärl och paten i förgyllt silver är donationer från 1667.
- Skulptur av trä i form av ett förgyllt lamm, som tidigare använts som altarprydnad.
- Träskulptur från 1500-1600-talet som återger Kristi gravläggning.

### Klockor
I tornet hänger två klockor. 
- Storklockan har en inskription som börjar: När du hör mitt ljud det skallar / Kom ihåg att nåden kallar / Ifrån flärden kropp och själ / Lägg på hjärtat himlens lagar / Bed om frid och nådedagar / Så får du ett evigt väl.
- Lillklockan är enligt inskription gjuten 1763 och har även en vers: Min större Syster måtte svara och med mig ett wittne vara / att jag kallar dig i tid / Öppna därför själ och öra när du ljudet mitt får höra / Himlen är dig ännu blid.

### Orgel
Hammarbergs Orgelbyggeri AB byggde 1957 helt om ett äldre instrument. Antalet stämmor utökades från elva till tjugotvå, den gamla fasaden fick ljudande pipor och ett nytt ryggpositiv tillkom.